# Italská ragbyová reprezentace

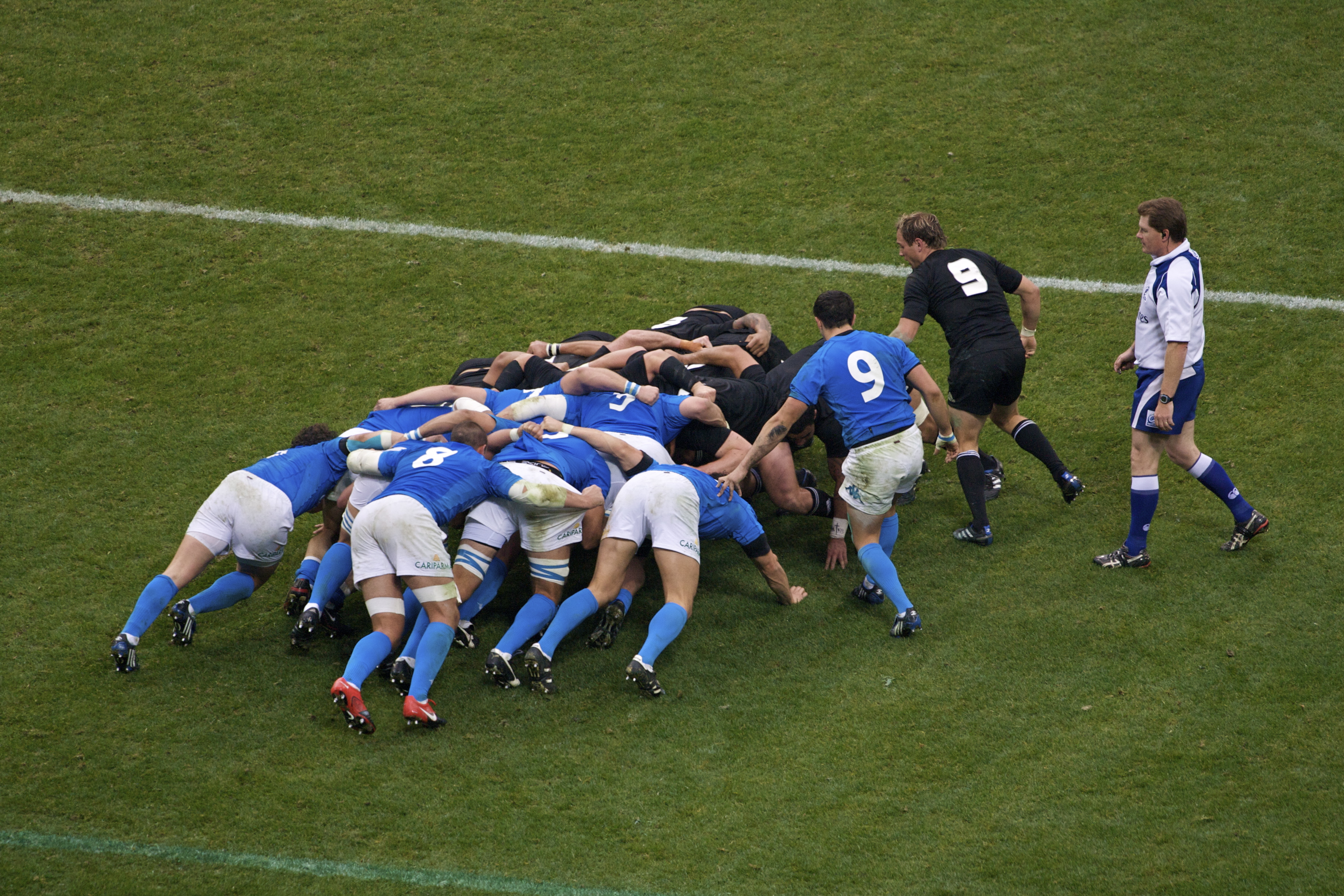
Mlýn v zápase Itálie (v modrých dresech) proti Novému Zélandu

Italská ragbyová reprezentace (přezdívaná gli Azzurri) reprezentuje Itálii na turnajích v rugby union. Itálie je pravidelným účastníkem na mistrovství světa v ragby, které se koná každé čtyři roky. Italský tým patří k lepším ragbyovým družstvům, k 11. listopadu 2019 se nacházel na 12. místě žebříčku Mezinárodní ragbyové federace.

## Historie
První zápas odehrála Itálie proti Španělsku 20. května 1929 v Barceloně a prohrála 0:9.

## Pohár šesti národů
Od roku 2000 se každoročně účastní Poháru šesti národů, jejich zatím nejlepší výsledek je 4. místo.

## Mistrovství světa
| Rok  | Dějiště finálového zápasu | Umístění         |
| ---- | ------------------------- | ---------------- |
| 1987 | Nový Zéland               | základní skupina |
| 1991 | Anglie                    | základní skupina |
| 1995 | Jižní Afrika              | základní skupina |
| 1999 | Wales                     | základní skupina |
| 2003 | Austrálie                 | základní skupina |
| 2007 | Francie                   | základní skupina |
| 2011 | Nový Zéland               | základní skupina |
| 2015 | Anglie                    | základní skupina |
| 2019 | Japonsko                  | základní skupina |
| 2023 | Francie                   | základní skupina |